# St. Koloman (Sankt Colomann)

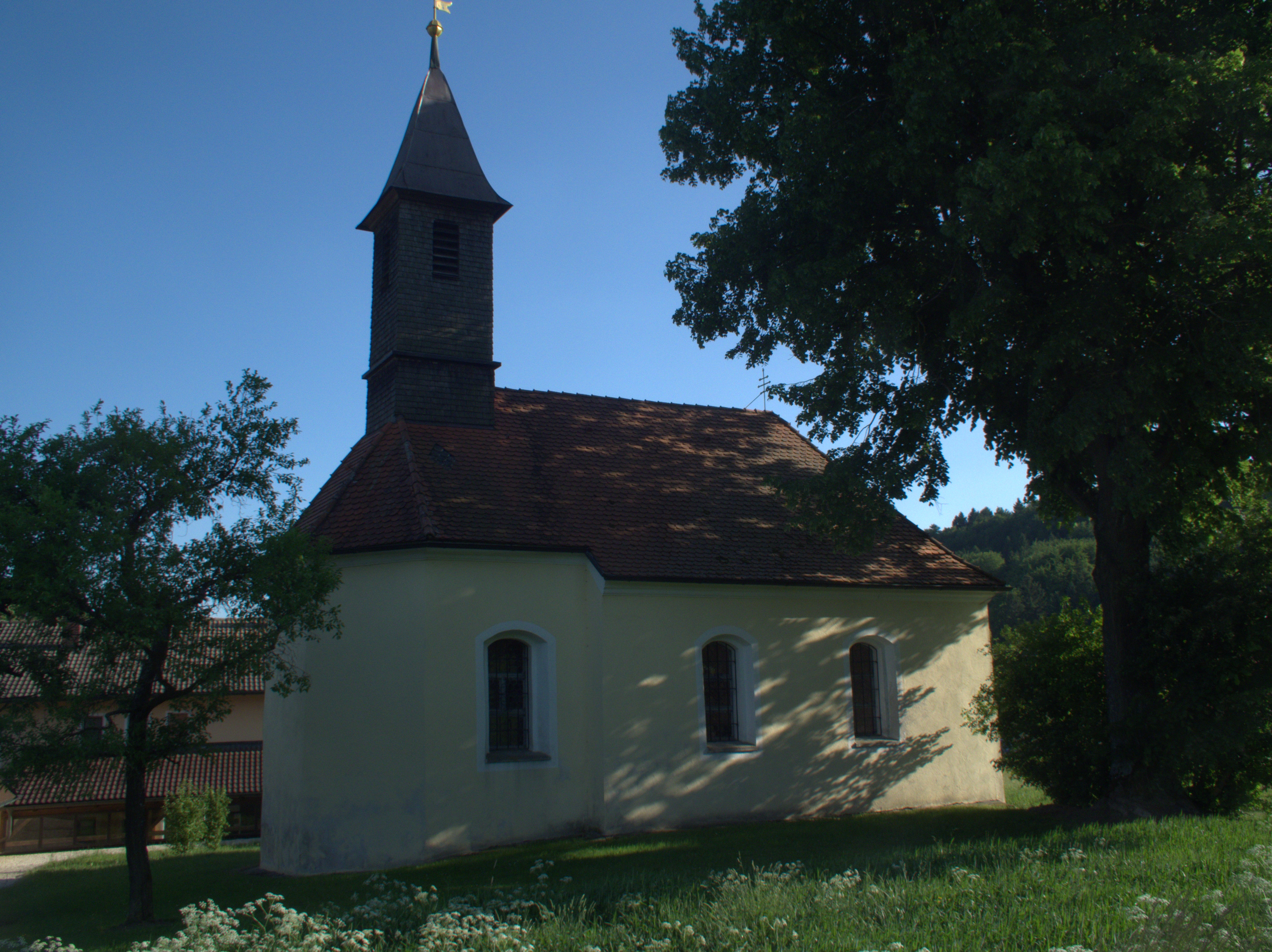
St. Koloman in Sankt Colomann

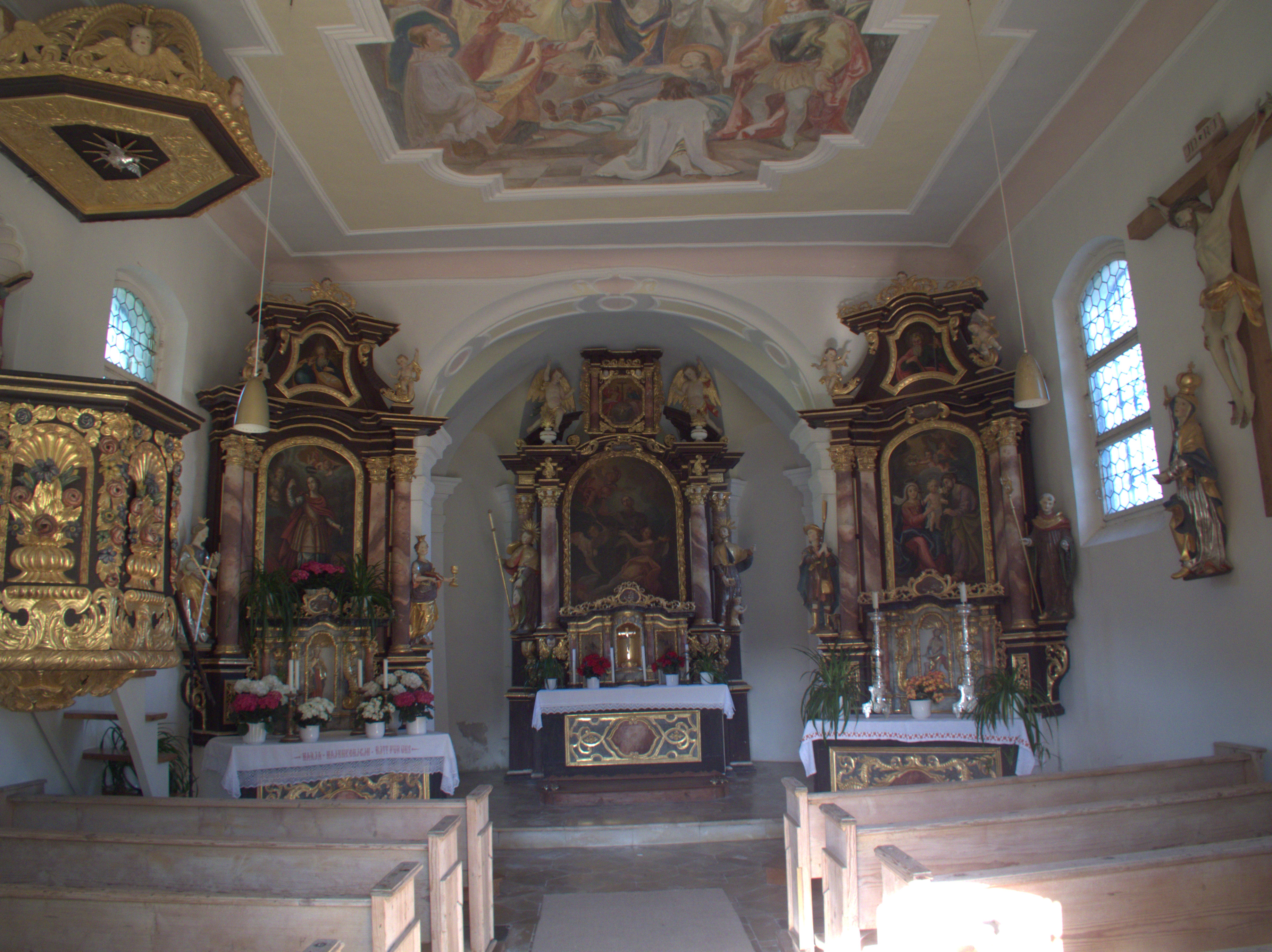
Innenansicht

Die römisch-katholische, denkmalgeschützte Filialkirche St. Koloman steht in Sankt Colomann, einem Stadtteil von Velburg im Landkreis Neumarkt in der Oberpfalz. Die Kirche gehört zum Pfarrverband Velburg im Bistum Eichstätt. Sie ist unter der Denkmalnummer D-3-73-167-112 als Baudenkmal in die Bayerische Denkmalliste eingetragen.

## Beschreibung
St. Kolomann wurde 1732 als Saalkirche erbaut. An ihr Langhaus schließ sich im Osten ein eingezogener, dreiseitig geschlossener Chor an, aus dessen Dach sich ein quadratischer Dachreiter mit Pyramidendach erhebt; er ist mit Schindeln verkleidet. In dem Dachreiter steht der Glockenstuhl. 
Zur Kirchenausstattung gehört ein Hochaltar aus der Erbauungszeit, der von den Statuen des heiligen Rochus und des heiligen Franz Xaver flankiert wird. Auf dem Altarretabel ist der heilige Koloman dargestellt.